# Пам'ятки Керчі
На території Керченської міськради знаходиться 11 архітектурно-археологічних комплексів, 5 пам'яток архітектури національного значення і 15 пам'яток — місцевого значення, 3 пам'ятки історії національного значення і 59 — місцевого.

## Архітектурно-археологічні комплекси
| № п/п | Обліковій номер | Найменування пам'ятника                                          | дата                                                                    | адреса / розташування                                                | Рішення про взяття на облік | фото |
| ----- | --------------- | ---------------------------------------------------------------- | ----------------------------------------------------------------------- | -------------------------------------------------------------------- | --- | ---- |
| 1     | 010021-Н        | Поселення «Кам'янка»,                                            | епоха бронзи                                                            | північно-східна окраїна міста                                        | Постанова КМ України від 03.09.2009 № 928                                                                                                 |      |
| 2     | 266-Н           | Царський курган                                                  | IV ст. до н. е.                                                         | біля Аджимушкайських каменярень (400–500 м на схід)                  | Постанова РМ УРСР від 24.08.1963 № 970, діл. № 266; Рішення КО від 05.09.1969 № 595; Рішення КО від 22.05.1979 № 284                      |      |
| 3     | 010014-Н        | Археологічний комплекс «Стародавнє місто Тірітака»               | VI ст. до н. е. — IV ст. н. е.                                          | мкрн. Аршинцево                                                      | Постанова КМ України від 03.09.2009 № 928;                                                                                                |      |
| 4     | 010023-Н        | Античне городище «Парфеній»                                      | VI ст. До н. е. — V ст. Н.е.                                            | мкрн. Сипягіна, східна околиця селища                                | Постанова КМ України від 03.09.2009 № 928                                                                                                 |      |
| 5     | 265-Н           | Мелек-Чесменський курган                                         | IV ст. до н. е.                                                         | пл. Автовокзальна, у автостанції                                     | Постанова РМ УРСР від 24.08.1963 № 970, діл. № 265; Рішення КО від 05.09.1969 № 595; Рішення КО від 22.05.1979 № 284                      |      |
| 6     | 010016-Н        | Давньоруське городище літописного міста Корчев                   | IX-XI ст.                                                               | пл. ім. В. І. Леніна (від моря до підніжжя гори Мітрідат)            | Постанова КМ України від 03.09.2009 № 928                                                                                                 |      |
| 7     | 010019-Н        | Античний земляний склеп                                          | I ст. до н. е. — I ст. н. е. (склеп 1891 року)                          | вул. 1-я Нагорна, 29                                                 | Постанова КМ України від 03.09.2009 № 928                                                                                                 |      |
| 8     | 010020-Н        | Античний кам'яний склеп — «Склеп Деметрі»                        | II ст. до н. е.                                                         | вул. Б.Перепелиці, 21 (вул. Фрунзе, 7)                               | Постанова КМ України від 03.09.2009 № 928                                                                                                 |      |
| 9     | 010015-Н        | Археологічний комплекс «Стародавнє місто Мірмекій»               | VI ст. До н. е. — III ст. Н.е.                                          | вул. Войкова, вул. Московська, 52-а                                  | Постанова КМ України від 03.09.2009 № 928                                                                                                 |      |
| 10    | 010017-Н        | Архітектурно-археологічний комплекс Стародавній місто Пантікапей | VI ст. до н. е. — IV ст. н. е., Пританей (новодел), III–II ст. до н. е. | вул. Н. Рибакова, гора Мітрідат, північний та північно-східний схили | Постанова КМ України від 03.09.2009 № 928;                                                                                                |      |
| 11    | 010022-Н        | Археологічний комплекс «Стародавнє місто Німфей»,                | VI ст. до н. е. — IV ст. н. е.                                          | вул. Рубіжна — вул. Кутовий                                          | Постанова КМ України від 03.09.2009 № 928; Постанова РМ УРСР від 21.07.1965 № 711, діл. № 54; Рішення КО від 05.09.1969 № 595, уч. № 308. |      |

## Пам'ятки архітектури
| № п/п                                       | Обліковій номер                             | Найменування пам'ятника                             | дата                                        | адреса / розташування                               | Рішення про взяття на облік                                                                                          | фото                                        |                                             |
| пам'ятки архітектури національного значення | пам'ятки архітектури національного значення | пам'ятки архітектури національного значення         | пам'ятки архітектури національного значення | пам'ятки архітектури національного значення         | пам'ятки архітектури національного значення                                                                          | пам'ятки архітектури національного значення | пам'ятки архітектури національного значення |
| ------------------------------------------- | ------------------------------------------- | --------------------------------------------------- | ------------------------------------------- | --------------------------------------------------- | --- | ------------------------------------------- | ------------------------------------------- |
| 1                                           | 010021-Н                                    | Поселення «Кам'янка»,                               | епоха бронзи                                | північно-східна окраїна міста                       | Постанова КМ України від 03.09.2009 № 928                                                                            |                                             |                                             |
| 2                                           | 266-Н                                       | Царський курган                                     | IV ст. до н. е.                             | біля Аджимушкайських каменярень (400–500 м на схід) | Постанова РМ УРСР від 24.08.1963 № 970, діл. № 266; Рішення КО від 05.09.1969 № 595; Рішення КО від 22.05.1979 № 284 |                                             |                                             |
| 3                                           | 010014-Н                                    | Археологічний комплекс « Стародавнє місто Тірітака» | VI ст. до н. е. — IV ст. н. е.              | мкрн. Аршинцево                                     | Постанова КМ України від 03.09.2009 № 928;                                                                           |                                             |                                             |
| пам'ятки архітектури Місцевого значення     |                                             |                                                     |                                             |                                                     | |                                             |                                             |
| 1                                           | -                                           | Сходи кам'яна                                       | XIX ст.                                     | пров. Поштовий                                      | Рішення КО від 22.05.1979 № 284                                                                                      |                                             |                                             |
| 2                                           | 1208-Н                                      | Великі і малі (Костянтинівські) Мітріданьські сходи |                                             | вул. В.Дубініна гора Мітрідат                       | Постанова РМ УРСР від 06.09.1979 № 442                                                                               |                                             |                                             |
| 3                                           | 264-Н                                       | Церква Івана Предтечі                               | VIII-Х ст., Добудова XIX ст.                | вул. Димитрова, 3, літер «А»                        | Постанова РМ УРСР від 24.08.1963 № 970, діл. № 264, Рішення КО від 22.05.1979 № 284                                  |                                             |                                             |
| 4                                           | -                                           | Мар'їнський притулок                                | 1889 р.                                     | вул. Козлова, 6, літер «А», «А1», «А2»              | Рішення КО від 05.06.1984 № 284                                                                                      |                                             |                                             |
| 5                                           | -                                           | Житловий будинок (головний фасад)                   | XIX ст.                                     | вул. Леніна, 37                                     | Рішення КО від 15.04.1986 № 164                                                                                      |                                             |                                             |
| 6                                           | -                                           | Житловий будинок (головний фасад)                   | XIX ст.                                     | вул. Леніна, 41                                     | Рішення КО від 15.04.1986 № 164                                                                                      |                                             |                                             |
| 7                                           | 267-Н                                       | * Фортеця Єні-Кале                                  | 1703-1710 рр..                              | вул. Мініна, Єнікальське шосе                       | Постанова РМ УРСР від 24.08.1963 № 970                                                                               |                                             |                                             |
| 8                                           | -                                           | Колишня морська школа                               | XIX ст. (початок ХХ ст.)                    | вул. Пирогова, 12а                                  | Рішення КО від 22.05.1979 № 284                                                                                      |                                             |                                             |
| 9                                           | 4696-АР                                     | Мечеть, XVIII ст.                                   | -                                           | вул. Пушкіна, 8, літер «А»                          | Наказ МКтаТ України від 25.10.2010 № 957/0/16-10                                                                     |                                             |                                             |
| 10                                          | 1206-Н                                      | Будинок Месаксуді                                   | кінець XIX ст.                              | вул. Свердлова, 22, літер «А», «Б»                  | Постанова РМ УРСР від 06.09.1979 № 442                                                                               |                                             |                                             |
| 11                                          | 4697-АР                                     | Житловий будинок                                    | XIX ст.                                     | вул. Свердлова, 7/1, літер «А»                      | Наказ МКтаТ України від 25.10.2010 № 957/0/16-10                                                                     |                                             |                                             |
| 12                                          | -                                           | Житловий будинок                                    | XIX ст.                                     | вул. Радянська, 12                                  | Рішення КО від 15.04.1986 № 164                                                                                      |                                             |                                             |
| 13                                          | 1207-Н                                      | Римо-католицька церква                              | (1831–1840 рр..)                            | вул. Театральна, 32                                 | Постанова РМ УРСР від 06.09.1979 № 442                                                                               |                                             |                                             |
| 14                                          | -                                           | Будівля колишньої гімназії (жіночої)                | середина XIX ст.                            | вул. Театральна, 34                                 | Рішення КО від 22.05.1979 № 284                                                                                      |                                             |                                             |
| 15                                          | 4698-АР                                     | Будинок житловий                                    | XIX ст.                                     | вул. Театральна, 36, літер «А-А1»                   | Наказ МКтаТ України від 25.10.2010 № 957/0/16-10                                                                     |                                             |                                             |
|                                             |                                             |                                                     |                                             |                                                     | |                                             |                                             |

## Пам'ятки історії
Кольором виділено пам'ятки національного значення.
| № п/п | Обліковій номер | Найменування пам'ятника | дата | адреса / розташування                                                                                    | Рішення про взяття на облік | фото |
| ----- | --------------- | --- | ---- | --- | --- | ---- |
| 1     | 010018-Н        | Обеліск Слави. Дата подій: 1943—1944 рр.. Дата споруди: 1944 р. | Керч | гора Мітрідат                                                                                            | Постанова КМ України від 03.09.2009 № 928                                                                                                   |      |
| 2     | 342             | Братська могила радянських воїнів, грудень 1941 р. | Керч | Камиш-Бурунська коса, біля Чурбашінского моста                                                           | Рішення КО від 05.09.1969 № 595 |      |
| 3     | 344             | Місце боїв радянських воїнів-десантників, 1943 р. | Керч | Керченська міськрада, східна околиця міста, бухта Голубина (район Маяк)                                  | Рішення КО від 05.09.1969 № 595 |      |
| 4     | 1904            | Братська могила воїнів-десантників, листопад-грудень 1943 р. | Керч | Керченська міськрада, пагорб за 0,4 км зліва від повороту в п. Ельтиген, навпаки шлакосховищах           | Рішення КО від 15.01.1980 № 16 |      |
| 5     | 1905            | Місце боїв воїнів-десантників (висота Шумського), листопад 1943 р. | Керч | Керченська міськрада, шосе Героїв Ельтігена, курган за 380 м на південний захід від дороги в п. Ельтиген | Рішення КО від 15.01.1980 № 16 |      |
| 6     | 010013-Н        | Комплекс споруд Керченської фортеці, XIX в. | Керч | мис Ак-Бурун, бухта Павловська                                                                           | Постанова КМ України від 03.09.2009 № 928 (внесений до Державного реєстру нерухомих пам'яток України як пам'ятка історії, науки та техніки) |      |
| 7     | 351             | Пам'ятник В. І. Леніну. Дата споруди: 1960 р. | Керч | пл. ім. В. І. Леніна                                                                                     | Рішення КО від 05.09.1969 № 595 |      |
| 8     | 3030            | Пам'ятний знак на честь перебування М.Горького в м. Керчі | Керч | ріг вул. Горького та вул. Гайдара                                                                        | Рішення КО від 15.04.1986 № 164 |      |
| 9     | 333             | Братська могила партизан, листопад-грудень 1941 р. | Керч | ріг вул. Орджонікідзе та вул. Нестерова, парк культури та відпочинку (район Аршинцево)                   | Рішення КО від 05.09.1969 № 595 |      |
| 10    | 4109            | Братська могила радянських військовополонених та жертв фашизму Дата подій: 1942—1943 рр..                                                                              | Керч | ріг вул. П.Лумумби, вул. Чкалова, сквер біля в'їзду в місто                                              | Постанова РМ АР Крим від 20.01.1998 № 15 |      |
| 11    | 3191            | Братська могила радянських військовополонених | Керч | вул. 1-й Сотні, біля будинку № 163                                                                       | рішення КО від 20.02.1990 № 48 |      |
| 12    | 327             | Пам'ятник на честь радянських воїнів-десантників. Дата подій: 1943 р.-1944 р. Дата споруди: 1944 р.                                                                    | Керч | вул. А. С. Рудь (район Маяк)                                                                             | Рішення КО від 05.09.1969 № 595 |      |
| 13    | 3192            | Пам'ятний знак на місці масової загибелі радянських воїнів, Дата подій: 1941—1942 рр.. Дата споруди: 1957 р.                                                           | Керч | вул. Войкова, 8                                                                                          | Рішення КО від 20.02.1990 № 48 |      |
| 14    | 339             | Братська могила радянських воїнів (поховано близько 3 тисяч воїнів, у тому числі Герої Радянського Союзу Ш. Ф. Алієв, А. К. Голощапов та Доївши Д. Т.), 1941—1944 рр.. | Керч | вул. Войкова, біля входу в парк культури та відпочинку заводу ім. Войкова                                | Рішення КО від 05.09.1969 № 595 |      |
| 15    | 1908            | Пам'ятник на честь робітників заводу ім. Войкова, які загинули в роки ВВВ. Дата подій: 1941—1945 рр.. Дата споруди: 1974 р.                                            | Керч | вул. Войкова, у прохідній заводу ім. Войкова                                                             | Рішення КО від 15.01.1980 № 16 |      |
| 16    | 356             | Пам'ятник Герою Радянського Союзу В. Л. Белік. Дата споруди: 1966 р.                                                                                                   | Керч | вул. Войкова, у школи № 17                                                                               | Рішення КО від 05.09.1969 № 595. |      |
| 17    | 353             | Пам'ятник П. Л. Войкову. Дата споруди: 1960 р. | Керч | вул. Войкова/вул. Р.Люксембург                                                                           | Рішення КО від 05.09.1969 № 595 |      |
| 18    | 3185            | Місце масової загибелі радянських громадян (Аджимушкайські рів), листопад — грудня 1943 р.                                                                             | Керч | вул. Гагаріна, у залізниці Керч — порт «Крим»                                                            | Рішення КО від 20.02.1990 № 48 |      |
| 19    | 343             | Братська могила радянських воїнів, листопад-грудень 1943 р. | Керч | вул. Галини Петрової, район Ельтиген                                                                     | Рішення КО від 05.09.1969 № 595; Рішення КО від 15.04.1986 № 164                                                                            |      |
| 20    | 343б            | меморіальний комплекс «Героям Ельтігенського десанту». Дата подій: 1943 р. Дата споруди: 1985 р.                                                                       | Керч | вул. Галини Петрової, район Ельтиген                                                                     | Рішення КО від 05.09.1969 № 595; Рішення КО від 15.04.1986 № 164                                                                            |      |
| 21    | 1906            | Місце, де розташовувався госпіталь Ельтігенського десанту, листопад — грудня 1943 р.                                                                                   | Керч | вул. Галини Петрової, у клубу                                                                            | Рішення КО від 15.01.1980 № 16; Рішення КО від 15.04.1986 № 164                                                                             |      |
| 22    | 340             | Братська могила радянських воїнів (поховано 1300 воїнів, у тому числі Герой Радянського Союзу Д. А. Челядінов), листопад 1943 р. — Квітень 1944 р.                     | Керч | вул. Генерала Кулакова, між будинками 146 та 150                                                         | Рішення КО від 05.09.1969 № 595 |      |
| 23    | 3186            | Місце масової загибелі мирних жителів та радянських військовополонених, 1942 р.                                                                                        | Керч | вул. Генерала Петрова, 78, старий рудник заводу ім. Войкова                                              | Рішення КО від 20.02.1990 № 48 |      |
| 24    | 3193            | Пам'ятний знак на честь поставлення Червоного Прапора на висоті 72,5. Дата подій: 1941—1942 рр.. Дата споруди: 1957 р.                                                 | Керч | вул. Гірська, висота 72,5 (район Подмаячний)                                                             | Рішення КО від 20.02.1990 № 48 |      |
| 25    | 1840            | Пам'ятний знак на честь робітників судноремонтного заводу, які загинули на трудовому посту. Дата події: 1942 р. Дата споруди: 1971 р.                                  | Керч | вул. Кірова, 22, територія судноремонтного заводу                                                        | Рішення КО від 07.04.1972 № 168 |      |
| 26    | 326             | Пам'ятний знак на честь 150-річчя Керченського морського порту. Дата подій: 1821—1971 рр.. Дата споруди: 1971 р.                                                       | Керч | вул. Кірова, 28, управління морпорту                                                                     | Рішення КО від 05.09.1969 № 595 |      |
| 27    | 328             | Пам'ятний знак в честь радянських льотчиків. Дата подій: 1942—1945 рр.. Дата споруди: 1965 р.                                                                          | Керч | вул. Кірова, сквер Льотчиків                                                                             | Рішення КО від 05.09.1969 № 595 |      |
| 28    | 4113            | Братська могила моряків-гідрографів, 1941 р. | Керч | вул. Колгоспна, 200 м на південний схід, на березі Керченської протоки (район Аршинцево)                 | Постанова РМ АР Крим від 20.01.1998 № 15 |      |
| 29    | 4112            | Братська могила воїнів підземного гарнізону малих Аджимушкайських каменярень, 1942г.                                                                                   | Керч | вул. Комунарів                                                                                           | Постанова РМ АР Крим від 20.01.1998 № 15 |      |
| 30    | 334             | Братська могила радянських воїнів (в могилі поховано 1450 воїнів, у тому числі Герой Радянського Союзу Т. І. Костиріна), 1941—1944 рр..                                | Керч | вул. Комунарів, біля будинку № 46 (район Аджимушкай)                                                     | Рішення КО від 05.09.1969 № 595 |      |
| 31    | 3190            | Місце масової загибелі радянських громадян, 1941—1944 рр.. | Керч | вул. Кооперативна                                                                                        | Рішення КО від 20.02.1990 № 48 |      |
| 32    | 343а            | Пам'ятник-мотобот, листопад 1943 р. | Керч | вул. Косоногова, на березі Керченської протоки (район Ельтиген)                                          | Рішення КО від 05.09.1969 № 595; Рішення КО від 15.04.1986 № 164                                                                            |      |
| 33    | 4110            | Братська могила радянських воїнів, 1941 р. | Керч | вул. Косоногова, на березі Керченської протоки (район Ельтігена)                                         | Постанова РМ АР Крим від 20.01.1998 № 15 |      |
| 34    | 010024-Н        | Меморіальний комплекс «Аджимушкай», 1903—1907 рр.., 1919 р., 1941—1944 рр.. 1982 р.                                                                                    | Керч | вул. Червонопартизанська                                                                                 | Постанова КМ України від 03.09.2009 № 928                                                                                                   |      |
| 35    | 329             | Братська могила партизан громадянської війни, Травень 1919 р. | Керч | вул. Червонопартизанська/пер. Металургів (район Аджимушкай)                                              | Рішення КО від 05.09.1969 № 595 |      |
| 36    | 336             | Місце боїв воїнів-десантників, 1943—1944 рр.. | Керч | вул. Селянська, перед будинками № № 14 і 15 (район Єнікале (Сипягіна)                                    | Рішення КО від 05.09.1969 № 595 |      |
| 37    | 335             | Братська могила радянських воїнів, 1941—1944 рр.. | Керч | вул. Кубанська, біля будинку № 1                                                                         | Рішення КО від 05.09.1969 № 595 |      |
| 38    | 332             | Військове кладовище, 1941—1945 рр.. | Керч | вул. Мірошника                                                                                           | Рішення КО від 05.09.1969 № 595 |      |
| 39    | 332б            | Могила Героя Радянського Союзу Г. К. Петровой, грудень 1943 р. | Керч | вул. Мірошника, військове кладовище                                                                      | Рішення КО від 05.09.1969 № 595 |      |
| 40    | 332в            | Могила Героя Радянського Союзу Е. М. Рудневой, квітень 1944 р. | Керч | вул. Мірошника, військове кладовище                                                                      | Рішення КО від 05.09.1969 № 595 |      |
| 41    | 332г            | Могила Героя Радянського Союзу А. І. Шапошнікова, 1960 р. | Керч | вул. Мірошника, військове кладовище                                                                      | Рішення КО від 05.09.1969 № 595 |      |
| 42    | 330             | Братська могила партизан громадянської війни, травень 1919 р. | Керч | вул. Мірошника, цивільне кладовище                                                                       | Рішення КО від 05.09.1969 № 595 |      |
| 43    | 331             | Братська могила членів Керченської підпільного комітету РКП (б), липень 1920 р.                                                                                        | Керч | вул. Мірошника, цивільне кладовище                                                                       | Рішення КО від 05.09.1969 № 595 |      |
| 44    | 332а            | Могила Героя Радянського Союзу Б. А. Аршінцева, січень 1944 р. | Керч | вул. Мірошника/вул. Котовського, військове кладовище                                                     | Рішення КО від 05.09.1969 № 595 |      |
| 45    | 1907            | Братська могила рибалок, травень 1941 р. | Керч | вул. Нижньо-Приморська, біля будинку № 30 (район Аршинцево)                                              | Рішення КО від 15.01.1980 № 16 |      |
| 46    | 341             | Братська могила радянських воїнів, листопад 1941 р. — Квітень 1944 р.                                                                                                  | Керч | вул. Новорічна/вул. Десантна (район Маяк)                                                                | Рішення КО від 05.09.1969 № 595 |      |
| 47    | 3187            | Пам'ятний знак на місці масової загибелі радянських громадян (Камиш-Бурунський рів). Дата споруди: 1957 р.                                                             | Керч | вул. Орджонікідзе, 81, стадіон «Металург»                                                                | Рішення КО від 20.02.1990 № 48 |      |
| 48    | 3189            | Братська могила жертв фашизму, 1941—1944 рр.. | Керч | вул. Орджонікідзе, колишнє Старокарантинських кладовищі                                                  | Рішення КО від 20.02.1990 № 48 |      |
| 49    | 345             | Пам'ятний знак на честь робітників залізорудного комбінату, які загинули в роки ВВВ. Дата споруди: 1967 р.                                                             | Керч | вул. Орджонікідзе, біля адміністративної будівлі залізо-рудного комбінату                                | Рішення КО від 05.09.1969 № 595 |      |
| 50    | 354             | Пам'ятник Г. К. Орджонікідзе. Дата споруди: 1957 р. | Керч | вул. Орджонікідзе, біля входу в парк                                                                     | Рішення КО від 05.09.1969 № 595 |      |
| 51    | 4111            | Братська могила радянських воїнів, 1941 р. | Керч | вул. Пугачова, північний схил гори Мітрідат                                                              | Постанова РМ АР Крим від 20.01.1998 № 15 |      |
| 52    | 3485            | Пам'ятний знак А. С. Пушкіну. Дата відкриття: 1999 р. | Керч | вул. Свердлова, набережна                                                                                | Рішення КО від 20.02.1990 № 48 |      |
| 53    | 1903            | Пам'ятний знак на честь М. І. Калініна та Г. І. Петровського. Дата подій: 1943—1944 рр.. Дата споруди: 1944 р.                                                         | Керч | вул. Свердлова, парк біля будинку культури та відпочинку                                                 | Рішення КО від 15.01.1980 № 16 |      |
| 54    | 355             | Пам'ятник Володі Дубініну. Дата споруди: 1964 р. | Керч | вул. Радянської/вул. В.Дубініна, сквер ім. В.Дубініна                                                    | Рішення КО від 05.09.1969 № 595 |      |
| 55    | 338             | Братська могила радянських воїнів, грудень 1941 р., травень 1942 р. | Керч | вул. Тірітаковскій узвіз, біля будівлі ТЕЦ, район Аршинцево                                              | Рішення КО від 05.09.1969 № 595 |      |
| 56    | 337             | Братська могила партизан та мирних жителів, 1943—1944 рр.. | Керч | вул. Толстого Л. М., зупинка «Інститут»                                                                  | Рішення КО від 05.09.1969 № 595 |      |
| 57    | 3188            | Братська могила радянських воїнів та мирних жителів, 1941—1944 рр.. | Керч | вул. Фабрична, 55 (район Аршинцево)                                                                      | Рішення КО від 20.02.1990 № 48 |      |
| 58    | 357             | Пам'ятник Герою Радянського Союзу Е. М. Рудневой. Дата подій: 1944 р. Дата споруди: 1971 р.                                                                            | Керч | вул. Фурманова, 67, біля школи № 15                                                                      | Рішення КО від 05.09.1969 № 595 |      |
| 59    | 324             | Старокарантинські каменярні — місце базування партизанів, 1919—1920 рр.., 1941—1944 рр..                                                                               | Керч | вул. Юзобінская/вул. Орджонікідзе (район Аршинцево)                                                      | Рішення КО від 05.09.1969 № 595 |      |
|       |                 | |      | | |      |